# Toyota-United Pro Cycling Team
L'equip Toyota-United Pro Cycling Team (codi UCI: TUP) va ser un equip ciclista professional estatunidenc de categoria Continental que va competir de 2006 a 2008.

## Principals victòries
- Tour de Gila: Chris Baldwin (2006)
- Rochester Omnium: Dominique Rollin (2008)
- Tobago Cycling Classic: Heath Blackgrove (2008)

### Grans Voltes
- Tour de França
  - 0 participacions

- Giro d'Itàlia
  - 0 participacions

- Volta a Espanya
  - 0 participacions

## Classificacions UCI
L'equip participa en les proves dels circuits continentals i principalment en les curses del calendari de l'UCI Amèrica Tour. La següent classificació estableix la posició de l'equip en finalitzar la temporada.
UCI Amèrica Tour
| Temporada | Classificació per equips | Millor ciclista en la classificació individual |
| --------- | ------------------------ | ---------------------------------------------- |
| 2006      | 4t                       | Juan José Haedo (8è)                           |
| 2007      | 15è                      | Iván Domínguez (26è)                           |
| 2008      | 9è                       | Dominique Rollin (11è)                         |

UCI Europa Tour
| Temporada | Classificació per equips | Millor ciclista en la classificació individual |
| --------- | ------------------------ | ---------------------------------------------- |
| 2008      | 107è                     | Ivan Stević (496è)                             |

UCI Oceania Tour
| Temporada | Classificació per equips | Millor ciclista en la classificació individual |
| --------- | ------------------------ | ---------------------------------------------- |
| 2006      | 14è                      | Sean Sullivan (21è)                            |
| 2007      | 13è                      | Heath Blackgrove (21è)                         |
| 2008      | 8è                       | Heath Blackgrove (18è)                         |